# Les Goulles
 Les Goulles  es una población y comuna francesa, en la región de Borgoña, departamento de Côte-d'Or, en el distrito de Montbard y cantón de Montigny-sur-Aube.

## Demografía
| 36 | 26 | 22 | 21 | 19 | 12 |
| Para los censos de 1962 a 1999 la población legal corresponde a la población sin duplicidades (Fuente: INSEE [Consultar]) |    |    |    |    |    |